# Devil in the Details
Devil in the Details è il quarto album in studio del gruppo musicale statunitense Saigon Kick, pubblicato nell'ottobre 1995 dalla CMC International.

## Tracce
Testi e musiche di Jason Bieler, eccetto dove indicato.
1. Intro – 1:14
2. Russian Girl – 4:14
3. Killing Ground – 3:45 (Bieler, Varone, McLernon, Dembrowski)
4. Eden – 5:02
5. Going On – 4:45 (Bieler, McLernon)
6. Everybody – 2:53
7. Spanish Rain – 5:02
8. Flesh and Bone – 3:53
9. Sunshine – 3:52
10. Victoria – 4:23
11. Afraid – 4:10
12. So Painfully – 3:10 (Bieler, McLernon)
13. Edgar – 3:14
14. All Around – 2:14

Tracce bonus dell'edizione giapponese
1. Sky Is Falling – 4:07
2. The One – 4:26

## Formazione
- Jason Bieler – voce e chitarra
- Pete Dembrowski – chitarra
- Chris McLernon – basso
- Phil Varone – batteria, percussioni

Altri musicisti
- Ronny Lahti – cori